# 瘦长瓷螺
瘦长瓷螺（学名：Melanella kuronamako），是异足目瓷螺科Melanella属的一种。主要分布于台湾，常栖息在浅海沙底。